# Apjok Norbert
Apjok Norbert (Nagybánya, 1989. október 19. –) romániai magyar politikus, 2016-tól Románia képviselőházának tagja.

## Életpályája
A nagybányai Németh László Elméleti Líceumban érettségizett 2008-ban.
2007-től tevékenykedik az RMDSZ-ben. 2016-ban a Magyar Ifjúsági Értekezlet (Miért) is támogatta képviselőnek, az RMDSZ legfiatalabb parlamenti képviselőjeként az erdélyi magyar ifjúságot és a máramarosi magyarságot képviseli a román parlamentben.
2020-ban az RMDSZ Máramaros megyei listáján szerzett újabb képviselőházi mandátumot.  2021 februárjától pártfüggetlen képviselőként tevékenykedik.